# ناحیه آمبوهیماهاسوآ
ناحیه آمبوهیماهاسوآ (به لاتین: Ambohimahasoa District) یک منطقهٔ مسکونی در ماداگاسکار است که در هائوته ماتسیاترا واقع شده‌است. ناحیه آمبوهیماهاسوآ ۱٬۹۶۲ کیلومتر مربع مساحت و ۲۷۱٬۲۳۳ نفر جمعیت دارد.